# APOP基尼拉斯足球會
APOP基尼拉斯足球會是一家塞浦路斯職業足球俱樂部，位於塞浦路斯島西部帕福斯区佩吉亞，於2003年時APOP Peyias FC 和 Kinyras Empas FC 合併後成立。
俱樂部名稱「APOP」的意思是「Athlitikos Podosferikos Omilos Pegeias」，即是佩吉亞競技足球俱樂部，而Kinyras的名字來自希臘神話中的國王希尼拉斯（Cinyras），他是帕福斯的創始人。 2012 年夏天，俱樂部因破產而解散。
2009年5月，APOP基尼拉斯意外地在塞浦路斯盃先後擊敗奧摩尼亞、尼科西亚及AEL利馬素多支強旅，首次奪得塞浦路斯盃冠軍。

## 榮譽
- 塞浦路斯盃
  - 冠軍 (1): 2008–09
- 塞浦路斯乙組聯賽
  - 冠軍 (2): 2004–05, 2006–07
- 塞浦路斯丙組聯賽:
  - 冠軍 (1): 2003–04

## 外部鏈接
- Official Website
- APOP/KINYRAS News on 24sports